# فلويد كاونسل
فلويد كاونسل (بالإنجليزية: Floyd Council، وُلد في 1911) كان عازف جيتار بلوز أمريكيًا، وعازف مندولين، ومغنيًا. كان ممارسًا للبلوز من نوع "Piedmont"، هو نوع من البلوز الذي كان شائعًا في جنوب شرق الولايات المتحدة في العشرينات والثلاثينات من القرن العشرين.

## مسيرته
وُلد في تشابل هيل، كارولاينا الشمالية، الولايات المتحدة لوالديه هاري وليزي كاونسل. بدأ مسيرته الموسيقية في شوارع تشابل هيل في عشرينيات القرن العشرين، حيث كان يؤدي مع شقيقين، ليو وتوماس سترود، كفرقة "تشابل هيلبيليز". في أواخر عشرينيات وأوائل ثلاثينيات القرن العشرين، كان هو و"بلايند بوي فاولر" يعزفون في منطقة تشابل هيل. قام كاونسل بتسجيل أغانيه مرتين لشركة ARC في جلسات مع فاولر في منتصف ثلاثينيات القرن العشرين، وكانت جميعها أمثلة على أسلوب "Piedmont".
تزوج كاونسل من بيرلي ماي فارينغتون من تشابل هيل، كارولاينا الشمالية.
عانى كاونسل من سكتة دماغية في أواخر الستينات، مما أدى إلى شلل جزئي في عضلات حلقه وبطء في مهاراته الحركية، لكنه لم يتضرر بشكل كبير في قدراته المعرفية. حاول الباحث الفولكلوري بيتر ب. لواري تسجيله في إحدى فترات بعد ظهر يوم في عام 1970، لكن كاونسل لم يستعد قدراته في الغناء أو العزف. وتذكر التقارير أنه ظل حاد الذهن.
توفي كاونسل في عام 1976 بسبب نوبة قلبية، بعد أن انتقل إلى سانفورد، كارولاينا الشمالية. دفن في مقبرة وايت أوك إيه إم إي زيون في سانفورد.
في عام 2014، قام مشروع "Killer Blues Headstone" بوضع شاهد قبر لفلويد كاونسل.

## فلويد من فرقة "بينك فلويد"
ابتكر سيد باريت، من فرقة الروك السايكدلية البريطانية بينك فلويد، اسم الفرقة من خلال دمج الأسماء الأولى لكل من فلويد كاونسل وموسيقي البلوز من كارولاينا الجنوبية بينك أندرسون، بعد أن لاحظ الأسماء في ملاحظات الألبوم الخاص بـ "بلايند بوي فاولر" لعام 1962.

## أعماله
لا توجد سجلات متاحة تحتوي حصريًا على أعمال فلويد كاونسل. يحتوي قرص مضغوط "Carolina Blues" على ستة أغاني سجلها كاونسل: "I'm Grievin' and I'm Worryin'"، "I Don't Want No Hungry Woman"، "Lookin' for My Baby"، "Poor and Ain't Got a Dime"، "Runaway Man Blues"، و "Working Man Blues".
في مقابلة أجريت معه عام 1969، ذكر كاونسل أنه سجل 27 أغنية على مدار مسيرته، سبع منها كانت مرافقة لـ "بلايند بوي فاولر". يحتوي ألبوم "Complete Recorded Works" لفاولر على العديد من الأغاني التي يعزف فيها كاونسل على الجيتار.

## أنظر أيضًا
بلوز
بينك فلويد
بينك أندرسون